# El Salvadors damlandslag i volleyboll
El Salvadors damlandslag i volleyboll representerar El Salvador i volleyboll på damsidan. Laget deltog i Nordamerikanska mästerskapet 2001 och har deltagit i centralamerikanska och karibiska spelen vid flera tillfällen.

### Fotnoter
1. 1 2 3 4 5 6 7 8 9 10 11 12 13 14 15 16 17 18 19 20 21 22  ”PALMARES CAMPEONATOS CENTROAMERICANOS MAYORES FEMENINOS” (på spanska). AFECAVOL. https://www.afecavol.org/media/933860/palmares-mayor-femenino.pdf. Läst 21 oktober 2023.
2. ↑  ”JCA-San Salvador 2023” (på engelska). North, Central America and Caribbean Volleyball Confederation. https://norceca.net/2023%20Events/Central%20American%20Games%202023/Women/JCA-Women-San%20Salvador%202023.htm. Läst 25 juli 2023.
3. ↑  Senaste tillfället då någon kontrollerade att de inmatade tabelluppgifterna stämmer. Uppgifter kan ha matats in senare utan att kontrolleras av någon annan